# チエル

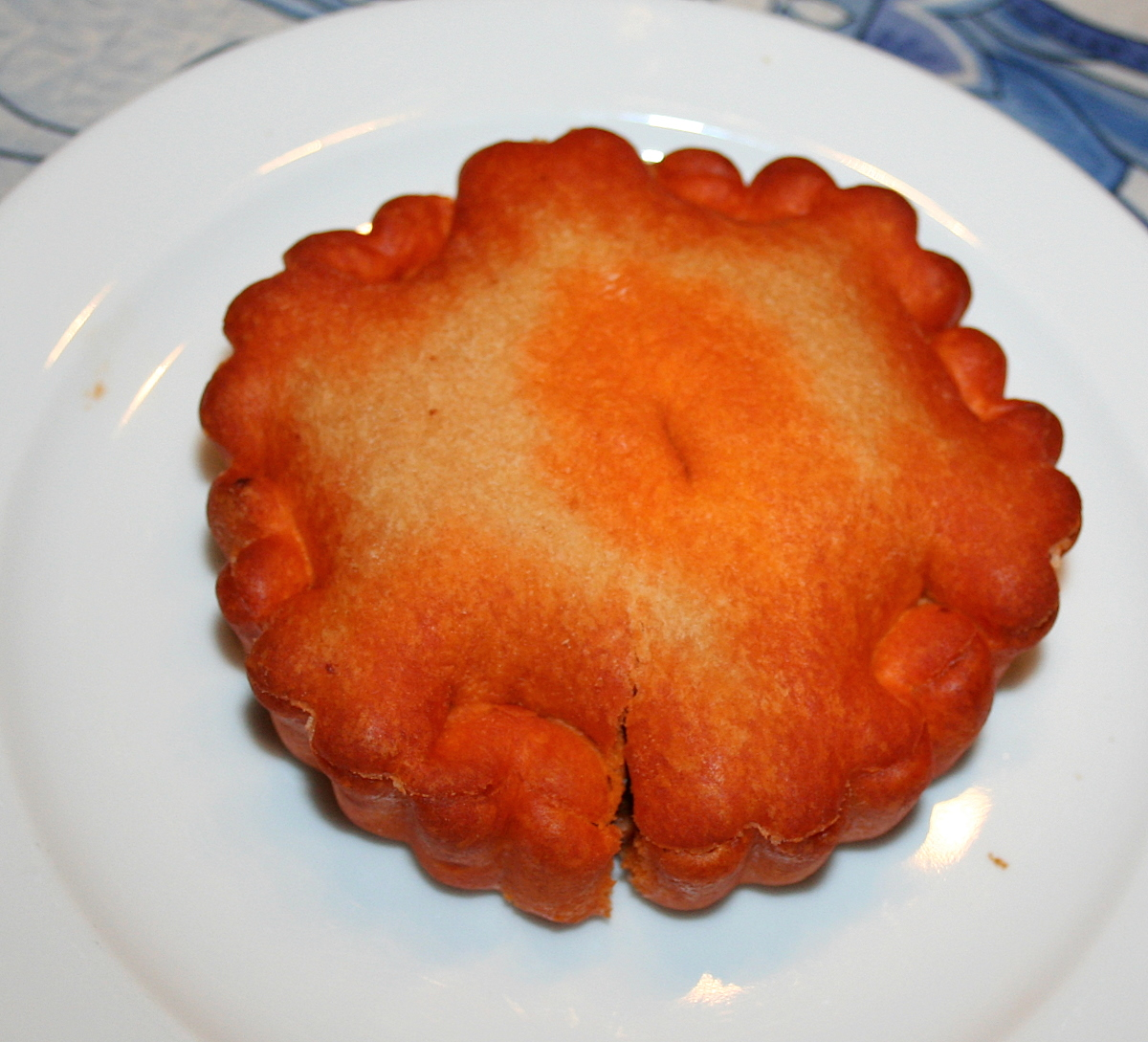
上から見たチエル

チエル、ティエル（フランス語: Tielle）、またはティエル・セトワーズ（フランス語: Tielles Sétoises）は、フランス共和国エロー県セットで食されるパイ（タルト）料理の一つ。フランス料理では珍しいタコ料理であり、セットの名物料理である。

## 概要
タコのトマトソース煮込みをパリパリのパイ生地の中に挟んで焼いたパイ料理である。
もともとは貧しいイタリア系移民の料理であり、一般家庭の子どもたちがおやつに市販のクロワッサンを食べていたところ、漁師の家庭が多かった移民の子どもたちが家庭で手作りされていたチエルを食べていた。次第に移民以外にも広まり、1930年代後半には屋台でも販売されるようになって、やがて名物料理として定着した。
イタリアの兵隊が携帯食料として持ち歩くピッツァの表面が乾いてしまい、不味くなってしまうという問題をスペインの兵隊さんがやっていた方法を真似して、ピッツァ生地2枚で具材を挟んで焼き上げる形に改良して問題解決したのが元祖という話もある。

## 材料と調理法
18世紀にイタリアのガエータからやってきた移民によってオクシタニアに持ち込まれ、1937年にアドリエンヌ・ヴェルドゥッチによって初めて販売された。チエルはラングドックではパン屋やスーパーマーケット、魚屋などで購入できるが、その外にはあまり広まっていない。
イカやタコを細かく刻んだ具材にトマトソースとペッパーソースで味付けしたもので、辛味を少し持たせている。イワシ・卵・ほうれん草を生地に詰めたものもある。通常はコース料理の最初に、冷たく、あるいは温かくしたものが供される。
生地のサイズは通常2人前の場合、直径10cm～15cmほどだが、10人前など多人数向けの場合はより大きなサイズのものが作られることがある。